# Tempus

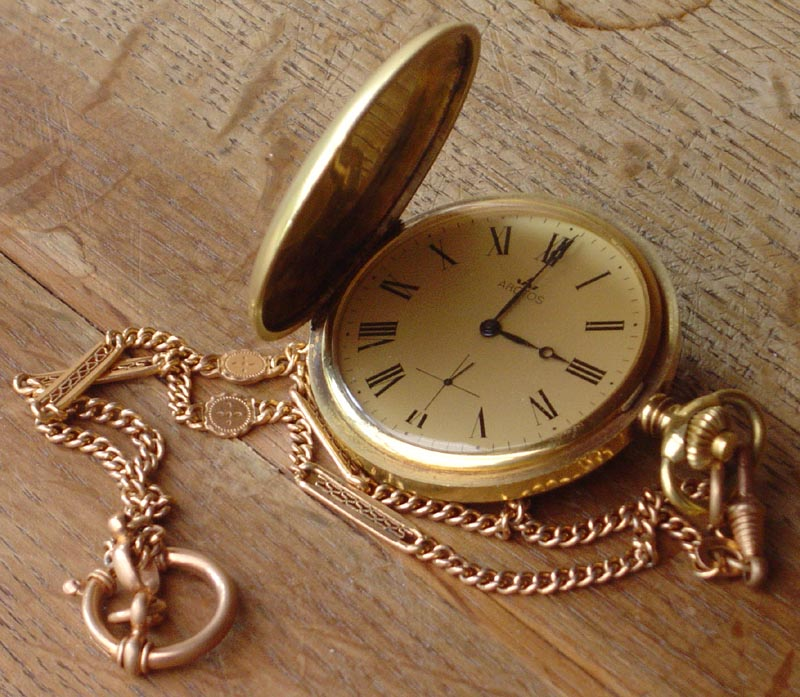
Tempus handlar om att beskriva händelser i förhållande till tid.

Tempus (latin för "tid") anges hur satsens aktion förhåller sig tidsligt till talögonblicket. Tempus anges med böjning av det finita verbet (presens eller preteritum) och med hjälp av temporala hjälpverb (ha, skola, komma).

## Tempus i svenska språket
I modern svenska finns sex huvudtempus.
- Enkla tempus
  - Presens (köper)
  - Preteritum (köpte)
- Perfektuella tempus
  - Perfekt (har köpt)
  - Pluskvamperfekt (hade köpt)
- Futurala tempus
  - Futurum (ska köpa)
  - Futurum preteritum (skulle köpa)

### Tematisk tid och aktionstid
Svenska Akademiens Grammatik skiljer mellan tematisk tid och aktionstid. Det är inte alltid samma sak.

#### Tematisk tid
Tematisk tid är den tid en sats handlar om och bestäms av det finita verbet (presens eller preteritum). Om det finita verbet är preteritum är det dåtid, om det finita verb är presens är det antingen nutid eller framtid. T.ex.: 
|                        | preteritumtempus | preteritumtempus | presenstempus | presenstempus |
|                        | dåtid            | dåtidens framtid | nutid         | framtid       |
| ---------------------- | ---------------- | ---------------- | ------------- | ------------- |
| enkel                  | köpte            |                  | köper         |               |
| perfektuell (avslutad) | hade köpt        |                  | har köpt      |               |
| futural (framtida)     |                  | skulle köpa      |               | ska köpa      |

#### Aktionstid
Aktionstid anger när aktionen händer:
| med preteritum anges: | med preteritum anges: | med preteritum anges: |
| före då               | då                    | efter då              |
| --------------------- | --------------------- | --------------------- |
| hade köpt             | köpte                 | skulle köpa           |

| med presens anges: | med presens anges: | med presens anges: |
| före nu            | nu                 | efter nu           |
| ------------------ | ------------------ | ------------------ |
| har köpt           | köper              | ska köpa           |

#### Exempel på när tematisk tid och aktionstid kan orsaka förvirring
Man kan säga "Jag har köpt en bil nu", eftersom det är nutid/nutid. Men man kan inte säga "Jag har köpt en bil igår", efter man blandar nutid/dåtid. Man måste då säga "Jag köpte en bil igår" eftersom det är dåtid/dåtid.   
Verbfrasen "har köpt" är nutid eftersom det är presens ("har" är presens), men det är också en avslutad handling (hjälpverbet "har" är prefektuellt). Detta brukar för övrigt kallas för att verbet har en aspekt. En förutsättningen för att handlingen är avslutad nu är dock att det hände i dåtid.   
I ovanstående exempel ("har köpt") är alltså:  
- tematiska tiden = nutid
- aktionstiden = dåtid